# Río Ixcán
El río Ixcán es un río en Guatemala. Nace en la sierra de los Cuchumatanes y fluye hacia el norte, cruzando la frontera con México (16°04′30″N 91°06′28″O / 16.074929, -91.107817) para desembocar en el río Lacantún, un afluente del río Usumacinta. La cuenca del río Ixcán cubre un área de 2085 km² en Guatemala.
El río tiene varios nombres diferentes. Desde su nacimiento y río abajo: río Quisil, río Naranjo, río Cocola, río Yula San Juan y finalmente Río Ixcán.